# Proseconius capito
Proseconius capito är en skalbaggsart som beskrevs av Gerstaecker 1873. Proseconius capito ingår i släktet Proseconius och familjen Melolonthidae. Inga underarter finns listade i Catalogue of Life.